# Ян Клеменс Браницький
Ян Клеменс Браніцкі (українізоване Ян Клемент Браницький; пол. Jan Klemens Branicki; 21 вересня 1689 — 9 жовтня 1771) — польський шляхтич, воєначальник, державний діяч Речі Посполитої. Меценат.
Засновник міста Білосток (місто почав розбудовувати після одруження), фундатор Палацу Браніцьких (роботи тривали з його молодих років) в Білостоку, відомого як «Підляська Версалія», при якій заснував балет, звіринець, оперу чи комедіяльню. Останній і найзначніший представник польського дворянського роду Браницьких герба Гриф. Гетьман великий коронний з 1752 року.
За часів Августа III, за допомогою французького посла де Брольї, став на чолі так званої «народної», а згодом «гетьманської» партії, яка, маючи в числі своїх прихильників такі могутні роди, як Радзивілли і Потоцькі, боролася з родом Чорторийських, що прагнули досягти влади шляхом реформ.

## Біографія

Герб Гриф

Був єдиним сином воєводи підляського Стефана-Миколая Браніцького (помер 1709) і Катерини, уродженої Сапега (померла 2 березня 1720 року), внуком придворного коронного маршалка Яна-Клеменса і Александри-Катажини, уродженої Чарнєцкої. Охрещений як Ян Казімєж, потім змінив друге ім'я через культ для предків. Молодість провів у французькому війську; потім, повернувшись до Польщі, займав різні посади. 1720 року був призначений генералом коронної артилерії.
Овдовівши після 1-го шлюбу з дочкою великого канцлера литовського Кароля Станіслава Радзивілла Катаржиною Барбарою (1693—1730), 1732 р. взяв другий шлюб з Барбарою, уродженою Шембек, розведеної з Северином Жевуським, з якою згодом розлучився. Після смерті короля Августа ІІ Сильного діяльно підтримував саксонську (саську, або партію Сасів) партію і за свою ретельність піддався навіть ув'язненню в таборі політичних противників (Війна за польську спадщину, 1734).
За часів Августа III прийняв головне начальство над польським військом і незабаром був призначений польним коронним гетьманом (1735), потім — краківським воєводою (1746), великим коронним гетьманом (1752).
1748 року одружився з 18-річною Ізабеллою Понятовською (1730—1808) — дочкою каштеляна краківського Станіслава Понятовського і старшою сестрою майбутнього короля.
Після смерті короля Августа III і його сина Фрідріха-Християна, мав плани стати королем, розраховуючи на підтримку Франції. Але після обрання королем Станіслава Понятовського повинен був волею-неволею визнати нового монарха і віддалився у свою резиденцію Білосток, який став центром всіх незадоволених урядом.
В 1754 році заснував при палаці першу в Польщі військову академію — Військову школу будівництва та інженерії.
Займаючись пристроєм і окрасою міста, пережив занепад гетьманської гідності через значні обмеження влади, що йшло врозріз зі сформованими століттями у польської шляхти поглядами на цей державний пост; і невдачу Барської конфедерації, якій таємно сприяв.
Радомську конфедерацію сприяйняв як збавлення. Бажав успіху Йоахіму Потоцькому — єдиному гідному наступнику в Короні Польській, Юзефу Сапєзі — у ВКЛ; відмовився допомогти Пулаським. Помер на 82-му році, не залишивши після себе потомства. Маєтки його перейшли до графів Яна та Фелікса Потоцьких і графині Маріанни Мостовської — уродженої Потоцької. В заповіті на освітні заходи записав суму 51777 талерів.

## Посади
Великий підчаший литовський (1723), шеф піхотного полку (1726), генерал коронної артилерії (1728), польний гетьман коронний (1735—1752), воєвода краківський (1746—1762), гетьман великий коронний (1752—1771), каштелян краківський (1762—1771), староста бранський, бельський, янувський, богуславський, злоторийський, кросненський, мостиський та езіжерський.

## Світлини

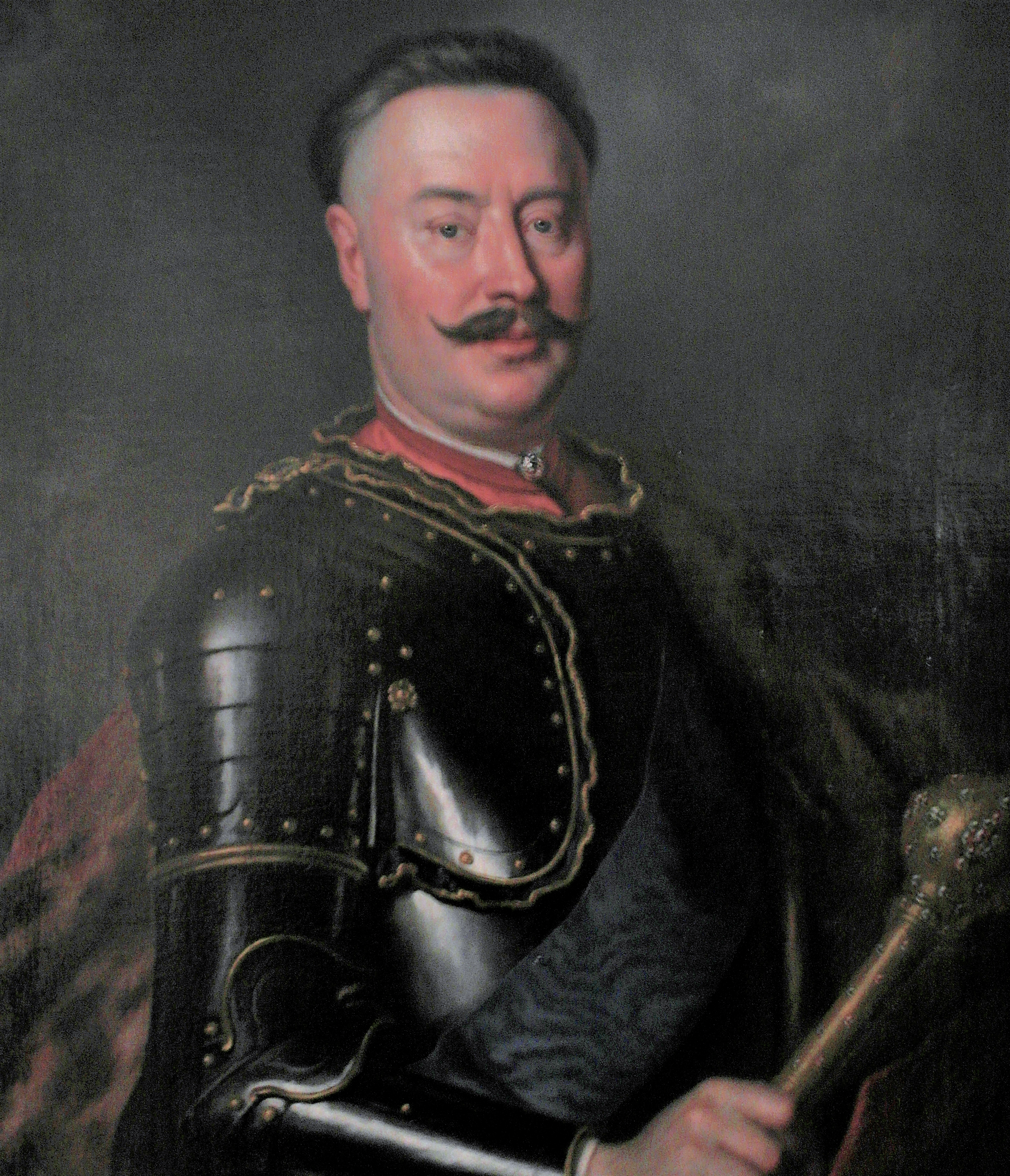
Портрет Яна Клеменса Браницького роботи Августина Мириса
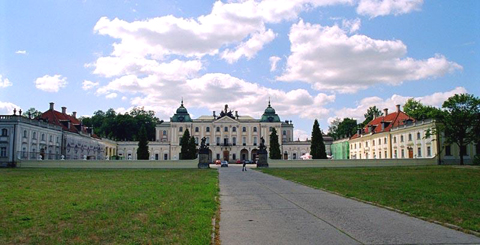
Палац Браницького в м. Білосток
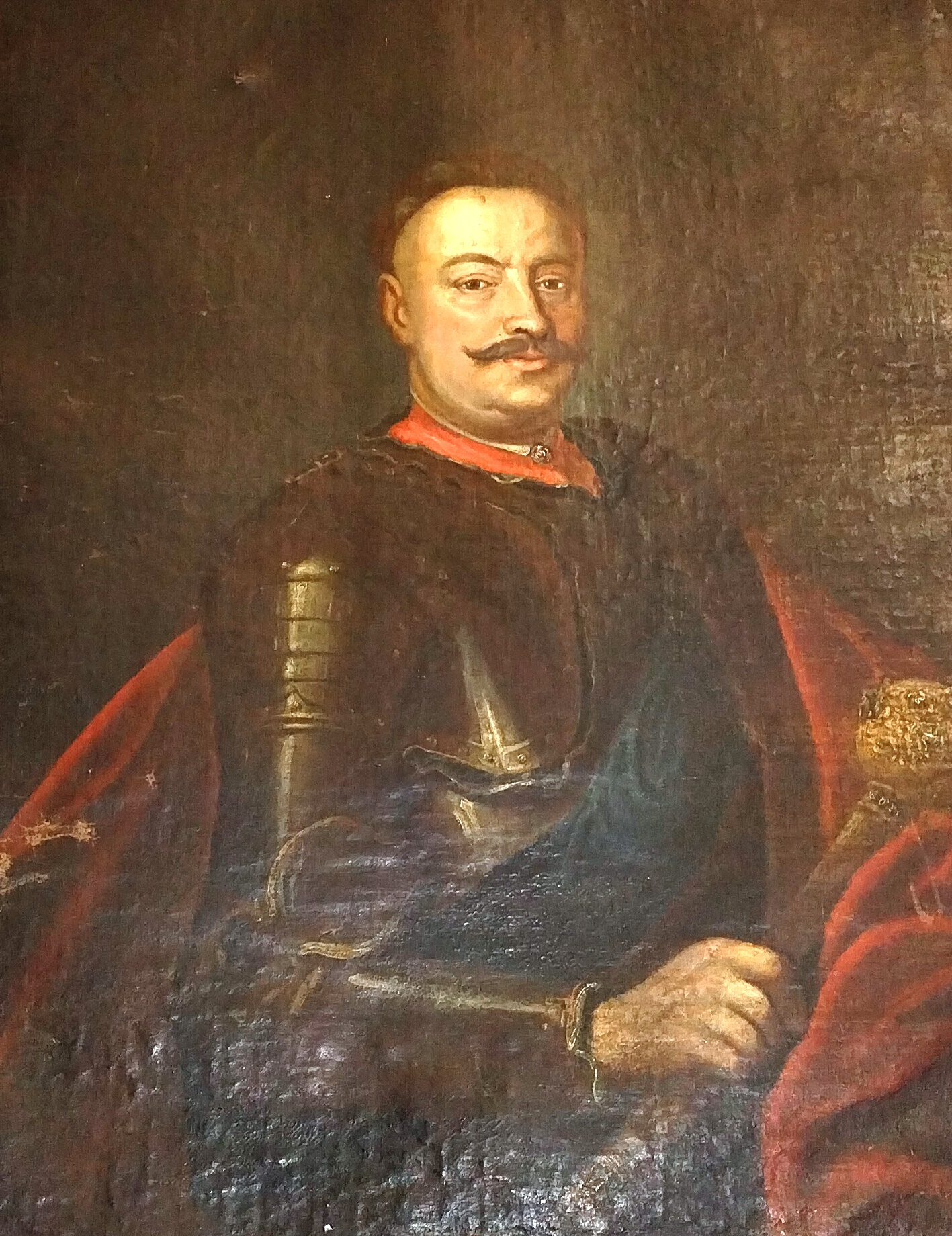
Портрет Яна Клеменса Браницького роботи невідомого художника XIX ст. Збаразький замок